# Гришкат, Ханс
Ханс Гришкат (нем. Hans Grischkat; 29 августа 1903 — 10 января 1977, Штутгарт) — немецкий дирижёр и музыковед.

## Биография
Изучал естествознание в Тюбингенском университете, затем музыковедение в Штутгартской Высшей школе музыки у Германа Келлера; в этом же учебном заведении в дальнейшем преподавал (среди его учеников, в частности, Гельмут Риллинг). В 1920-30-е годах — основатель и руководитель ряда певческих обществ, в 1945—1950 годах — основатель и первый главный дирижёр Швабского симфонического оркестра в Ройтлингене. Специалист по хоровым произведениям Иоганна Себастьяна Баха, организатор и руководитель исполнения «Страстей по Матфею» и «Страстей по Иоанну» в оригинальных редакциях (без позднейших сокращений), с использованием исторических инструментов и т. п.